# Janelle Commissiong
Pour les articles homonymes, voir Janelle.
Janelle Penny Commissiong, son nom de naissance ou Janelle Commissiong, née le 15 juin 1953 à Port-d'Espagne, est une femme trinidadienne, qui a été couronnée Miss Trinité-et-Tobago 1977, puis Miss Univers 1977.
Elle est la première Miss Univers noire de l'histoire à être élue.	

## Biographie
Née le 15 juin 1953 à Port-d'Espagne, la capitale de Trinité-et-Tobago, elle y vit une grande partie de son enfance, éduquée dans une école catholique Anstey High School jusqu’à l'âge de treize ans, avant d'émigrer pour les États-Unis.
Janelle s'installe à New York avec sa famille, étudie la mode au Fashion Institute of Technology dans la même ville.
En 1976, elle repart pour son pays d'origine, sa vie change et elle décide de s'inscrire pour l'élection de Miss Trinité-et-Tobago 1977, remporté avec succès.
Le 16 juillet 1977, durant son règne de Miss nationale, elle participe à l'élection de Miss Univers 1977 qui a eu lieu à Saint-Domingue en République dominicaine. Elle est la première femme noire de l'histoire à remporter le titre Miss Univers, et obtient la distinction Miss Photogénie lors de ce concours.
Pendant son règne de Miss, Janelle Commissiong, tout en défendant les droits des Noirs et la paix mondiale, fait la rencontre d'Idi Amin Dada, l'un des pires dictateurs du XXe siècle.
Elle fait partie du jury de Miss Univers 2023 qui se tiendra au Salvador, le 18 novembre 2023.

## Vie privée
Elle se marie avec Brian Bowen, fondateur de Bowen Marine, qui est mort dans un accident en novembre 1989. Après la mort de ce dernier, elle épouse l'homme d'affaires Alwin Chow.